# 그레타 오니에오고우
그레타 오니에오고우(Greta Onieogou, 1991년 3월 14일 ~ )는 러시아의 배우이다.
상트페테르부르크에서 태어났다.

## 영화
- 언더커버 그랜파 (2016년)
- 히어로즈 리본: 다크 매터스 (2015년)
- 빅토리아 데이 (2009년)
- 날 미치게 하는 남자 (2005년) - 태미 역